# 关于买卖儿童、儿童卖淫和儿童色情制品问题的任择议定书
《关于买卖儿童、儿童卖淫和儿童色情制品问题的任择议定书》（英語：Optional Protocol on the Sale of Children, Child Prostitution and Child Pornography，簡稱OPSC）是要求各缔约国禁止买卖儿童、儿童卖淫和儿童色情制品的国际公约。
此议定书于2000年5月25日在联合国大会上以第54/263号决议通过并开放给各国签字、批准和加入，于2002年1月18日生效。截止到2018年9月，175国已签署并批准此公约，还有9国签署但尚未批准。
根据序言，这个公约的目的是为了明确儿童权利，进一步实现《儿童权利公约》的宗旨并执行其各项规定，要求各缔约国以适当手段保护儿童免受上述问题侵扰。议定书第一条要求各缔约国保护儿童免于买卖儿童、儿童卖淫和儿童色情制品，尤其是最恶劣的童工——雏妓。
其余各条指出国际执法的标准，包括各种问题，例如管辖因素、引渡、调查互助、刑事或引渡程序以及扣押和没收资产。
同时要求缔约国在该国领土上立法，“应按照罪行的严重程度，以适当刑罚惩处这些罪行”。

## 定义
议定书要求各缔约国禁止买卖儿童、儿童卖淫和儿童色情制品。第二条对此定义如下：
- 买卖儿童 –  任何人或群体将儿童转予另一人或群体以换取报酬或其他补偿的行为或交易；
- 儿童卖淫 – 在性活动中利用儿童以换取报酬或其他补偿；
- 儿童色情制品 –以任何手段显示儿童进行真实或模拟的露骨性活动或主要为诲淫而显示儿童性器官的制品。

议定书定义儿童为未满十八周岁以下的人类，除非缔约国法律规定十八岁以下的人为成年人。

## 签署、保留情况

### 中国大陆
2002年8月29日，中华人民共和国第九届全国人民代表大会常务委员会第二十九次会议决定：“批准于2000年5月25日经联合国大会通过、同年9月6日我国政府签署的《〈儿童权利公约〉关于买卖儿童、儿童卖淫和儿童色情制品问题的任择议定书》。”但中华人民共和国刑法中，假定未满14岁女童有从事性交易能力的嫖宿幼女罪，直到2015年方才取消。

### 香港特别行政区
根据中华人民共和国第九届全国人民代表大会常务委员会第二十九次会议决定，该议定书由于需香港特别行政区进行本地立法，因而在另行通知前，该议定书不适用于香港特别行政区。2003年12月19日香港施行《防止儿童色情物品条例》，完成本地立法。

### 卡塔尔
卡塔尔在签署声明上添加“保留对于条约内与伊斯兰法有冲突的规定。”奥地利、法国、德国、挪威、西班牙与瑞典在签署声明上表示了对此保留的反对。卡塔尔于2008年6月18日撤回了此保留声明，至今为止本议定书并无任何保留。

### 瑞典
瑞典解释其对于儿童色情制品仅适用于与儿童或青少年发生性活动，不适用于成人假装、表演或打扮成为儿童。

## 虛擬兒童色情
儿童色情制品系指以任何手段显示儿童进行真实或模拟的露骨性活动或主要为诲淫而显示儿童性器官的制品。——第2條第(c)款
第2條第(c)款中的「模擬（simulated）」指的是色情作品有兒童參與但兒童沒有進行真實的性行為，而是使用借位等拍攝手法，讓畫面看起來是從事真實的性行為，並不是指模擬兒童色情，然而有學者將「以任何手段顯示」解釋為包含文字、漫畫、繪畫等創作。
兒童色情係指以任何方式呈現兒童進行真實或技術合成之露骨性活動或主要為性目的而裸露與兒童性相關之部位。——第2條第(c)款，臺灣的翻譯版本
台灣自行翻譯的版本將翻譯為「技術合成」，台灣展翅協會以此主張任擇議定書有規範虛擬兒童色情。

### CRC/C/156
The Committee is deeply concerned about the large amount of online and offline material, including drawings and virtual representations, depicting non-existing children or persons appearing to be children involved in sexually explicit conduct, and about the serious effect that such material can have on children’s right to dignity and protection. The Committee encourages States parties to include in their legal provisions regarding child sexual abuse material (child pornography) representations of non-existing children or of persons appearing to be children, in particular when such representations are used as part of a process to sexually exploit children.——CRC/C/156第63段，英文原文
委员会深感关切的是，网上和网下有大量材料，包括图画和虚拟显示，描绘并不存在的儿童或似乎是儿童的人卷入露骨性行为，以及这些材料可能对儿童享有尊严和保护的权利产生严重影响。委员会鼓励缔约国在关于儿童性虐待材料(儿童色情制品)的法律条款中列入对并不存在的儿童或似乎是儿童的人的显示，特别是当这种显示被用作对儿童进行性剥削的过程的一部分时。——CRC/C/156第63段，聯合國的中文翻譯版
在2019年發布的《儿童权利公约关于买卖儿童、儿童卖淫和儿童色情制品的任择议定书执行准则》（文號：CRC/C/156）的第63段中，聯合國兒童權利委員會鼓勵各締約國立法規範不存在的兒童（non-existing children）或似乎是兒童的人（persons appearing to be children）的兒童色情，並認為這些色情製品對於兒童的尊嚴與保護有嚴重影響。